# کروچن
کروچن (به لهستانی:  Kroczyn) یک روستا در لهستان است که در گمینا دوروخوسک واقع شده‌است.